# Fulciniella infumata
Fulciniella infumata är en bönsyrseart som beskrevs av Giglio-tos 1915. Fulciniella infumata ingår i släktet Fulciniella och familjen Iridopterygidae. Inga underarter finns listade i Catalogue of Life.